# Міссісіпі (округ, Міссурі)
Шаблон:StateAbbr_ 36°50′ пн. ш. 89°17′ зх. д. / 36.83° пн. ш. 89.29° зх. д.
Округ  Міссісіпі (англ. Mississippi County) — округ (графство) у штаті Міссурі, США. Ідентифікатор округу 29133.

## Історія
Округ утворений 1845 року.

## Демографія
За даними перепису 
2000 року 
загальне населення округу становило 13427 осіб, зокрема міського населення було 8392, а сільського — 5035.
Серед мешканців округу чоловіків було 6271, а жінок — 7156. В окрузі було 5383 домогосподарства, 3673 родин, які мешкали в 5840 будинках.
Середній розмір родини становив 2,98.
Віковий розподіл населення поданий у таблиці:
| Стать    | До 15 років | 15-21 | 22-29 | 30-39 | 40-49 | 50-65 | 65-85 | Понад 85 |
| -------- | ----------- | ----- | ----- | ----- | ----- | ----- | ----- | -------- |
| Чоловіки | 1466        | 632   | 649   | 784   | 841   | 1093  | 726   | 80       |
| Жінки    | 1428        | 677   | 654   | 927   | 917   | 1226  | 1116  | 211      |

## Суміжні округи
- Александер, Іллінойс — північ
- Баллард, Кентуккі — північний схід
- Карлайл, Кентуккі — схід
- Гікмен, Кентуккі — південний схід
- Фултон, Кентуккі — південь
- Нью-Мадрид — південний захід
- Скотт — північний захід

## Виноски
1. ↑  U.S. Decennial Census. United States Census Bureau. Архів оригіналу за 19 липня 2018. Процитовано 16 листопада 2014.
2. ↑  Historical Census Browser. University of Virginia Library. Архів оригіналу за 11 серпня 2012. Процитовано 16 листопада 2014.
3. ↑  Population of Counties by Decennial Census: 1900 to 1990. United States Census Bureau. Архів оригіналу за 3 грудня 2014. Процитовано 16 листопада 2014.
4. ↑  Census 2000 PHC-T-4. Ranking Tables for Counties: 1990 and 2000 (PDF). United States Census Bureau. Архів оригіналу (PDF) за 18 грудня 2014. Процитовано 16 листопада 2014.
5. ↑  State & County QuickFacts. United States Census Bureau. Архів оригіналу за 7 червня 2011. Процитовано 10 вересня 2013.(англ.) Наведено за англійською вікіпедією.
6. ↑  American FactFinder. Бюро перепису населення США. Архів оригіналу за 26 лютого 2012. Процитовано 31 січня 2008.

| США | Це незавершена стаття з географії США. Ви можете допомогти проєкту, виправивши або дописавши її. |